# Калинин, Николай Филиппович
Николай Филиппович Калинин (1888—1959) — археолог, историк, краевед, основоположник Казанской школы археологов.

## Биография
Родился 5 июня (24 мая) 1888 года в Саратове в семье ветеринарного врача. В 1902 году с родителями переехал в Казань.
В 1906 году окончил гимназию и поступил в Казанский университет.
С 1910 по 1914 год, после окончания историко-филологического факультета с дипломом учителя по истории, работал учителем в Царёвококшайске. Затем, 1914—1921 годы, учительствовал в Тетюшах и Симбирске.
В 1921 году возвратился в Казань и работал здесь до конца своей жизни. 1924—1944 годы — заведующий историко-археологическим отделом Государственного музея Татарской АССР, где создает первую научную экспозицию по истории Татарии.
Преподавал в средней школе, организовывал кружки, координировал деятельность краеведов в Елабуге и Тетюшах.
С 1930-х годов преподавал в высшей школе. В 1939—1957 годы работал в Татарском научно-исследовательском институте языка и литературы при Совете Народных Комиссаров Татарской АССР. Преподавал в Казанском университете.
Умер в 1959 году.

## Вклад
- Он был яркой личностью, влюблен в Казань и сделал много для изучения её истории:
  - 1920-е годы — включается в работу Общества археологии, истории и этнографии при Казанском университете в качестве ученого секретаря.
  - Большую работу проводил по изучению истории Казани, связанных с ней событий и личностей.
  - Во многом его усилиями создается Литературно-мемориальный музей А. М. Горького[2] (открыт в 1940 году).
  - 1923-54 годы — при его участии проводится более ста археологических наблюдений и раскопок на территории Казани и Казанского Кремля, делается небезуспешная попытка реконструкции облика средневекового города. Его в первую очередь интересовало происхождение Казани. В поисках первоначального ядра города он проводит раскопки в ИСКЕ КАЗАН (Старая Казань), на ЕЛАН ТАУ (Змеиная гора), КАБАН ШӘҺӘРЛЕГЕ (Кабанское городище) на территории Архиерейской дачи. К сожалению, ему так и не удалось до конца разгадать тайны древнего кремля. Широкомасштабные раскопки на его территории тогда ещё не разрешались. Тем не менее многие наблюдения ученого оказались верными.
  - Он также много сделал для организации планомерных исследований в Болгарах. Благодаря участию А. П. Смирнова в 1938 году удалось начать там работы, в которых Калинин участвовал, с небольшими перерывами, до 1945 года.
  - Работая в Казанском филиале Академии наук СССР, он участвовал в подготовке и составлении трех альбомов болгаро-татарской эпиграфики. Одновременно он руководил многочисленными экспедициями, проведенными с целью составления археологической карты Татарии.
    - 1945—1952 годы — им было обследовано и открыто 447 памятников, датируемых от эпохи палеолита до позднего средневековья. Начатая им работа[3] в основном была завершена только в начале 1980-х годов публикацией шести книг, включающих описание более пяти тысяч памятников археологии.

  - Результатом многогранной исследовательской работы неутомимого ученого стали многочисленные статьи, книги, брошюры, посвященные различным проблемам древней и средневековой истории Татарии и Казани.
    - Одной из наиболее крупных его работ является кандидатская диссертация «Древнейшее население Татарии», написанная в 1947 году и вошедшая потом в качестве самостоятельной главы в первый том «Истории Татарской АССР».
    - Его перу принадлежит также очень популярная в свое время книга «Казань. Исторический очерк» (1952)[4], неоднократно переиздававшаяся на русском и татарском языках.
    - Итоговой работой его научной деятельности стала многотомная монография «История Казани с древнейших времен до XVI века», подготовленная в качестве докторской диссертации. К сожалению, ему было отказано в защите, но этот многолетний труд Николая Филипповича до сих пор не потерял своей научной ценности.

## Ученики
- Из руководимого им студенческого кружка Казанского университета вышли такие известные археологи, как Альфред Халиков, Т. А. Хлебникова, В. Ф. Генинг и другие учёные.